# فريدريك كينيدي
فريدريك كينيدي (23 أكتوبر 1902 المملكة المتحدة - 14 نوفمبر 1963) هو لاعب كرة قدم بريطاني سابق كان يلعب كمهاجم.